# Playboy Records
Playboy Records var et pladeselskab i Los Angeles, Californien. Det var det første selskab hvor ABBA udgav sine første 3 singler under navnet Björn & Benny (with Svenska Flicka).